# Висмутид трикалия
Висмутид трикалия — бинарное неорганическое соединение
калия и висмута с формулой K3Bi,
чёрные кристаллы,
самовоспламеняются на воздухе .

## Получение
- Сплавление стехиометрических количеств чистых веществ в атмосфере аргона:

{\displaystyle {\mathsf {3K+Bi\ {\xrightarrow {670^{o}C}}\ K_{3}Bi}}}

## Физические свойства
Висмутид трикалия образует чёрные кристаллы
гексагональной сингонии,
пространственная группа P 63/mmc,
параметры ячейки a = 0,6191 нм, c = 1,0955 нм, Z = 2,
структура типа арсенида тринатрия Na3As.
При температуре 280°С происходит фазовый переход в фазу
кубической сингонии,
параметры ячейки a = 0,8805 нм, Z = 4,
структура типа трифторида висмута BiF3
.
Проявляет полупроводниковые свойства .